# Agriognatha bryantae
Agriognatha bryantae är en spindelart som beskrevs av Arthur M. Chickering 1956. Agriognatha bryantae ingår i släktet Agriognatha och familjen käkspindlar.
Artens utbredningsområde är Jamaica. Inga underarter finns listade i Catalogue of Life.